# Tortoise
Tortoise es una banda de post-rock formada en Chicago, Illinois, en 1990. El grupo incorpora krautrock, dub, música minimalista, electrónica y jazz a su música, una combinación que a veces se denomina "post-rock". A Tortoise se le atribuye el mérito del auge del movimiento post-rock en la década de 1990.

## Crítica
El rock casi enteramente instrumental de Tortoise desafía la fácil categorización del sonido de la banda, y el grupo ha ganado una significativa atención desde el principio de su carrera. Los miembros tienen raíces en la fértil escena musical de Chicago, con apariciones en variadas bandas indies y punks. Tortoise están entre las primeras bandas norteamericanas en incorporar estilos cercanos al krautrock, al dub, al minimalismo, la electrónica y varios estilos del jazz, más que la clásica banda estándar de rock and roll y punk que dominó la escena durante años. Algunos han citado a Tortoise como una de las principales fuerzas detrás del desarrollo y la creciente popularidad del llamado movimiento post-rock. Otros, sin embargo, han criticado su música como mera derivación del rock progresivo y arguyen que Tortoise ha sido objeto de un indeseable hype, para explicar que sea una banda tan reciente con tanto éxito.
Otros grupos relacionados con el sonido de Tortoise incluyen  , The Sea and Cake, Brokeback, Shrimp Boat, Slint, Isotope 217 y los Chicago Underground Duo. Los discos de Tortoise se publican en el sello Thrill Jockey.

## Historia
Los orígenes del grupo se hallan a finales de los 80, herederos de Doug McCombs y John Herndon, quienes se imaginaron como una sección rítmica freelance ('autónoma', en el sentido laboral del término) [como las leyendas del reggae Sly and Robbie]. Esa idea nunca vio la luz, pero su interés en ritmos con groove y en trucos de estudio llevó a que se unieran John McEntire y Bundy K. Brown (ambos previamente formaban parte de la formación de Bastro), seguidos más tarde por Dan Bitney. Aunque los créditos incluyen a todos los músicos, McEntire rápidamente se convirtió en el líder de la banda, luego la luz guiadora, al menos a través de la percepción a través de los medios. En realidad, sus contribuciones extra consistieron en ser ingeniero de grabación y en la realización de las mezclas.
Su primer sencillo se editó en 1993 y su álbum homónimo lo siguió un año más tarde. Básicamente instrumental y lleno de medios tiempos, Tortoise lentamente ganó reconocimiento y atención, debido en parte a la inusual instrumentación (dos bajos, tres percusionistas con baterías, vibráfonos y marimbas). Un disco de remezclas se editó después, Rhythms, Resolutions and Clusters. Brown dejó la banda y fue reemplazado por David Pajo (anteriormente en Slint), que principalmente toca el bajo, pero da a la banda su primera guitarra, para el disco de 1996 Millions Now Living Will Never Die, un cambio tanto en atención como en calidad. El álbum mezclaba muchos géneros, pero aun así nunca suena como un pastiche. Millions Now Living Will Never Die apareció en muchas listas de finales de año y los 20 minutos de "Djed" fueron descritos por el crítico John Bush como prueba de que "Tortoise hacen desempeñar al rock experimental una doble tarea: ser música evocativa y bella".
En 1998 Tortoise editó TNT, quizá su mejor álbum de tono jazzístico. Pajo fue reemplazado por Jeff Parker, que tenía un amplio bagaje de música jazz. 2001 trajo Standards, donde la banda incorporó más electrónica y posproducción a su música que en ocasiones previas. 2004 vio salir a la luz It's All Around You, y en 2006 colaboraron con Bonnie 'Prince' Billy en un álbum de versiones titulado The Brave and the Bold y lanzaron A Lazarus Taxon, una caja que contiene un doble CD de sencillos y remezclas, un tercer CD con un expandido Rhythms, Resolutions and Clusters (fuera de imprenta durante largo tiempo) y un DVD de vídeos y actuaciones en directo.

## Miembros

### Actuales
- John McEntire – batería, percusión.
- Doug McCombs – bajo
- John Herndon – batería, teclados, vibráfono.
- Dan Bitney – percusión
- Jeff Parker – guitarra

### Anteriores
- Bundy K. Brown – (abandonó en 1995) bajo
- David Pajo – (abandonó en 1998) guitarra

## Discografía
- Tortoise (álbum, 1994)
- Rhythms, Resolutions & Clusters (Álbum de remezclas, 1995)
- Millions Now Living Will Never Die (Álbum, 1996)
- TNT (álbum, 1998)
- In the Fishtank 5 (Colaboración con The Ex; EP, 1999)
- Standards (Álbum, 2001)
- It's All Around You (Álbum, 2004)
- The Brave and the Bold (Colaboración con Bonnie 'Prince' Billy; álbum de versiones, 2006)
- A Lazarus Taxon (Compilación de rarezas, 2006)
- Beacons of Ancestorship (Álbum 2009)
- The Catastrophist (Álbum 2016)
- TBA (Álbum 2025)